# Cosmoconus certus
Cosmoconus certus là một loài tò vò trong họ Ichneumonidae.